# (3095) Omarkhayyam
(3095) Omarkhayyam (1980 RT2; 1974 VC; 1979 OS4) ist ein ungefähr 30 Kilometer großer Asteroid des äußeren Hauptgürtels, der am 8. September 1980 von der ukrainischen (damals: Sowjetunion) Astronomin Ljudmyla Schurawlowa am Krim-Observatorium (Zweigstelle Nautschnyj) auf der Halbinsel Krim (IAU-Code 095) entdeckt wurde.

## Benennung
(3095) Omarkhayyam wurde nach dem persischen Mathematiker, Astronomen, Astrologen, Kalenderreformer, Philosoph und Dichter Omar Chayyām (1048–1131) benannt.